# Ázsiai Unió
Az Ázsiai Unió (angolul: Asian Union) 2002-ben alakult meg. Gazdasági cégeket fog össze Ázsiában. Korábban elszeparálódott gazdasági térségeket közelít egymáshoz úgy mint a Délkelet-ázsiai Nemzetek Szövetsége, Dél-ázsiai Regionális Együttműködési Társulás vagy a Öböl Menti Együttműködési Tanács (GCC). Egyesek az Asia Cooperation Dialogue (ACD)-ot tekintik az Ázsiai unió előfutárának.
Thakszin Csinavat, Thaiföld miniszterelnöke tartotta az Az ázsiai politikai pártok első nemzetközi konferenciáját Manilában 2000. szeptember 17. és 20. között, ahol Thakszin Csinavat javasolt egy ázsiai fórum létrehozását az ázsiai vállalatok számára. Az ötletet előterjesztették a Délkelet-ázsiai Nemzetek Szövetsége 34. ülése elé, melyet Hanoiban tartottak 2001. július 23-án és 24-én. Thakszin Csinavat és Surakiart Sathirathai együttesen foglalkozott az ACD létrehozásával. Ausztrália miniszterelnöke, Kevin Rudd a következőképp fogalmazott: "We need to have a vision for an Asia-Pacific community; The danger of not acting is that we run the risk of succumbing to the perception that future conflict in our region may somehow be inevitable."
Az ACD-nek jelenleg 30 tagállama van. A 18 alapító tagországok a következők: Bahrein, Banglades, Brunei, Kambodzsa, Kína, India, Indonézia, Japán, Dél-Korea, Laosz, Malájzia, Mianmar, Pakisztán, Fülöp-szigetek, Katar, Szingapúr, Thaiföld, Vietnám. 2003-ban négy ország csatlakozott: Kazahsztán, Kuvait, Omán, Srí Lanka. 2004-ben négy országgal bővült az ACD: Irán, Mongólia, Egyesült Arab Emírségek és Bhután. 2005-ben a 4. ACD miniszteri találkozón Oroszországgal és Szaúd-Arábiával bővült a gazdasági tömörülés. Tádzsikisztán és Üzbegisztán 2006-ban lett ACD tag.

## Lásd még
- Eurázsiai Unió
- Afrikai Unió
- Észak-amerikai Unió
- Közép-ázsiai Unió
- Európai Unió
- Mediterrán Unió
- Csendes-óceáni Unió
- Dél-amerikai nemzetek Uniója